# Križanec
Križanec ali hibrid je potomec, katerega starši so imeli različno dedno zasnovo. Hibride poznamo tudi pri živalih, predvsem pa pri rastlinah (npr. hibridna koruza). 

## Križanja v naravi
V naravi se križanje vrst zgodi spontano, ko se združita dve sorodni vrsti − na primer nekatere rastline ali živali v prekrivajočih se habitatih.

## Zgodovina
Že v Mezopotamiji, Egiptu in Rimu so kmetje križali nekatere rastline in živali, da bi dosegli boljše pridelke ali uporabnejše lastnosti.
V srednjem veku sta vrtnarstvo in živinoreja temeljila na izkušnjah, brez razumevanja genetike. Šele avstrijsko-češki menih Gregor Mendel (1856−1863) je s križanjem različnih vrst graha ugotovil osnovna pravila dedovanja, zato danes velja za očeta genetike.

## Namerna križanja
Namerno križanje je križanje divjih z že udomačenimi vrstami ali udomačenih vrst med seboj. Križanja so pogosta tako v tradicionalnem vrtnarstvu kot v sodobnem kmetijstvu; s križanjem je bilo pridobljeno veliko komercialno uporabnega sadja, cvetja, vrtnih zelišč, grmovnic in sadnih dreves, pa tudi nekatere živali.
Rastlinske križance vzgajajo zaradi odpornosti proti škodljivcem, boleznim in prilagajanja podnebju, zaradi novih lastnosti ali s ciljem po kakovostnem in čim večjem pridelku.

### Hibridizacija
Trda pšenica (pšenica durum), znana po tem, da se uporablja za izdelavo testenin, je tetraploidna rastlina, nastala v procesu biološke hibridizacije. To pomeni, da ima štiri komplete kromosomov, namesto običajnih dveh (kot jih ima večina organizmov). Nastala je iz divje pšenice Emmer (dvozrnica ali Triticum dicoccum), ki pa tudi sama ni »čista vrsta«. Ta je namreč križanec med dvema vrstama divjih trav: Triticum urartu (vrsta diploidne divje pšenice) x Aegilops searsii ali Aegilops speltoides. Proces hibridizacije in podvajanja kromosomov je precej pogost pri rastlinah in ima ključno vlogo pri nastanku novih vrst ter pri izboljšavah pridelkov.

## Sadni križanci
Klementina je razultat naravnega križanja dveh križancev: mandarine (poprej Citrus reticulata) in sladke pomaranče (poprej Citrus sinensis). Josta je največkrat križanec med črnim ribezom (Ribes nigrum) in kosmuljo (Ribes uva-crispa). Aprisali je križanec med marelico (Prunus armeniaca) in slivo (Prunus domestica), aprimira med marelico in ringlojem (Prunus domestica var. ringliana), aprikira pa med marelico in češnjo (Prunus avium).

## Mitološki križanci
Mitološki križanci so mešanica domišljije, simbolike in kulturnih predstav o preseganju naravnih zmožnosti in moči.
Največkrat so to bitja, ki združujejo telesne in duhovne lastnosti več vrst - pogosto ljudi in živali. Pojavljajo se v mitih, bajkah, legendah in v verstvih po vsem svetu.
|    | bitje     | opis lastnosti                                             | pojavljanje oz. izvor             |
| -- | --------- | ---------------------------------------------------------- | --------------------------------- |
| 1. | Kentaver  | pol človek, pol konj                                       | Grška mitologija                  |
| 2. | Sfinga    | telo leva, glava človeka ali ptice                         | Egipt                             |
| 3. | Minotaver | telo človeka, glava bika                                   | Grška mitologija                  |
| 4. | Himera    | levja glava, kozje telo, kačji rep                         | Grška mitologija                  |
| 5. | Sirena    | pol ženska, pol riba                                       | z morjem povezane mitologije      |
| 6. | Vila      | duhu podobno bitje z zmajevimi, ptičjimi ali drugimi krili | Keltska in slovanska mitologija   |
| 7. | Zmaj      | pošast z eno ali več glavami, ki bruha ogenj               | Krščanska mitologija              |
| 8. | Leviatan  | kači ali zmaju podobna pošast iz morskih globin            | Judovska mitologija, Stara zaveza |
| 9. | Grifon    | telo leva z glavo orla                                     | Stari Egipt in bližnji vzhod      |